# Wiesław Kawecki

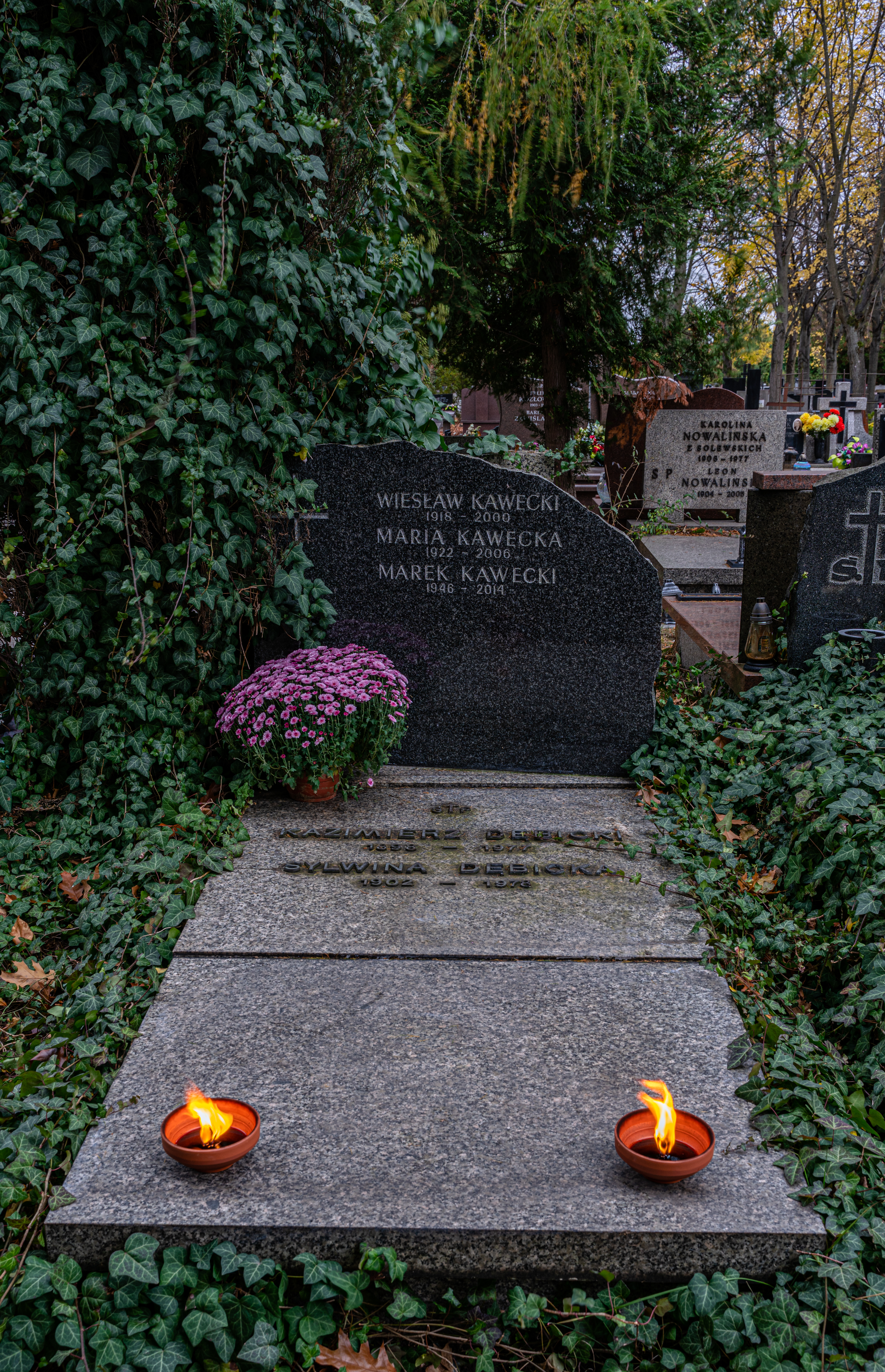
Grób Wiesława Kaweckiego na cmentarzu komunalnym Północnym w Warszawie

Wiesław Władysław Kawecki (ur. 10 września 1918 w Zochcinie, zm. 16 maja 2000 w Warszawie) – polski chemik, profesor zwyczajny Politechniki Warszawskiej.

## Życiorys
Syn Władysława i Zofii z Przegalińskich. Ukończył Gimnazjum i Liceum im. Stanisława Staszica w Lublinie, podczas II wojny światowej walczył w szeregach Związku Walki Zbrojnej, a następnie Armii Krajowej, równocześnie studiował na tajnych kompletach. Od 1944 do zakończenia wojny pracował w resorcie oświaty PKWN, a następnie był asystentem w Hutniczym Instytucie Badawczym w Gliwicach. W 1946 uzyskał tytuł magistra na Politechnice Warszawskiej, a następnie pozostał na uczelni jako pracownik naukowy. W 1960 obronił pracę doktorską, w 1966 przebywał na rocznym stażu na Uniwersytecie Technicznym w Delfcie. Od 1967 kierował Katedrą Projektów Technologicznych, w 1970 został kierownikiem Zakładu Inżynierii Systemów i zajmował to stanowisko do 1984. Równocześnie od 1971 do 1981 był dyrektorem Instytutu Inżynierii Chemicznej. W latach 1981–1985 prorektor Politechniki Warszawskiej, w 1986 ponownie został wybrany na dyrektora Instytutu Inżynierii Chemicznej i pełnił ta funkcję do przejścia na emeryturę w 1991. Wiesław Kawecki był członkiem rad redakcyjnych wielu czasopism naukowych oraz rad naukowych.
Pochowany na cmentarzu komunalnym Północnym w Warszawie (kw. W-VI-3, rząd 7, grób 9)

## Dorobek naukowy
Wiesław Kawecki był współautorem polskiej metody tzw. kwaśnej wytwarzania tlenku glinu z surowców krajowych nieboksytowych oraz autorem patentów. Pozostawił ponad 90 publikacji, rozpraw naukowych z zakresu fizykochemii, problematyki procesów technologicznych chemii nieorganicznej i inżynierii reakcji chemicznych. Był współautorem i autorem podręczników akademickich „Technologia chemiczna nieorganiczna” (1948), „Podstawy ogólne technologii chemicznej” (1973, w jęz. ros. 1977, w jęz. słow. 1980).

## Nagrody i odznaczenia

### Nagrody
- Nagroda specjalna „Mistrz technologii” (1962);
- Dziewięć nagród resortowych, w tym sekretarza naukowego Polskiej Akademii Nauk (1962-1980);
- Nagroda państwowa I stopnia (zespołowa) (1968).

## Odznaczenia
- Krzyż Kawalerski Orderu Odrodzenia Polski;
- Medal 10-lecia Polski Ludowej;
- Srebrny Medal „Za zasługi dla obronności kraju”;
- Brązowy Medal „Za zasługi dla obronności kraju”;
- Medal Komisji Edukacji Narodowej.